# Ferggele

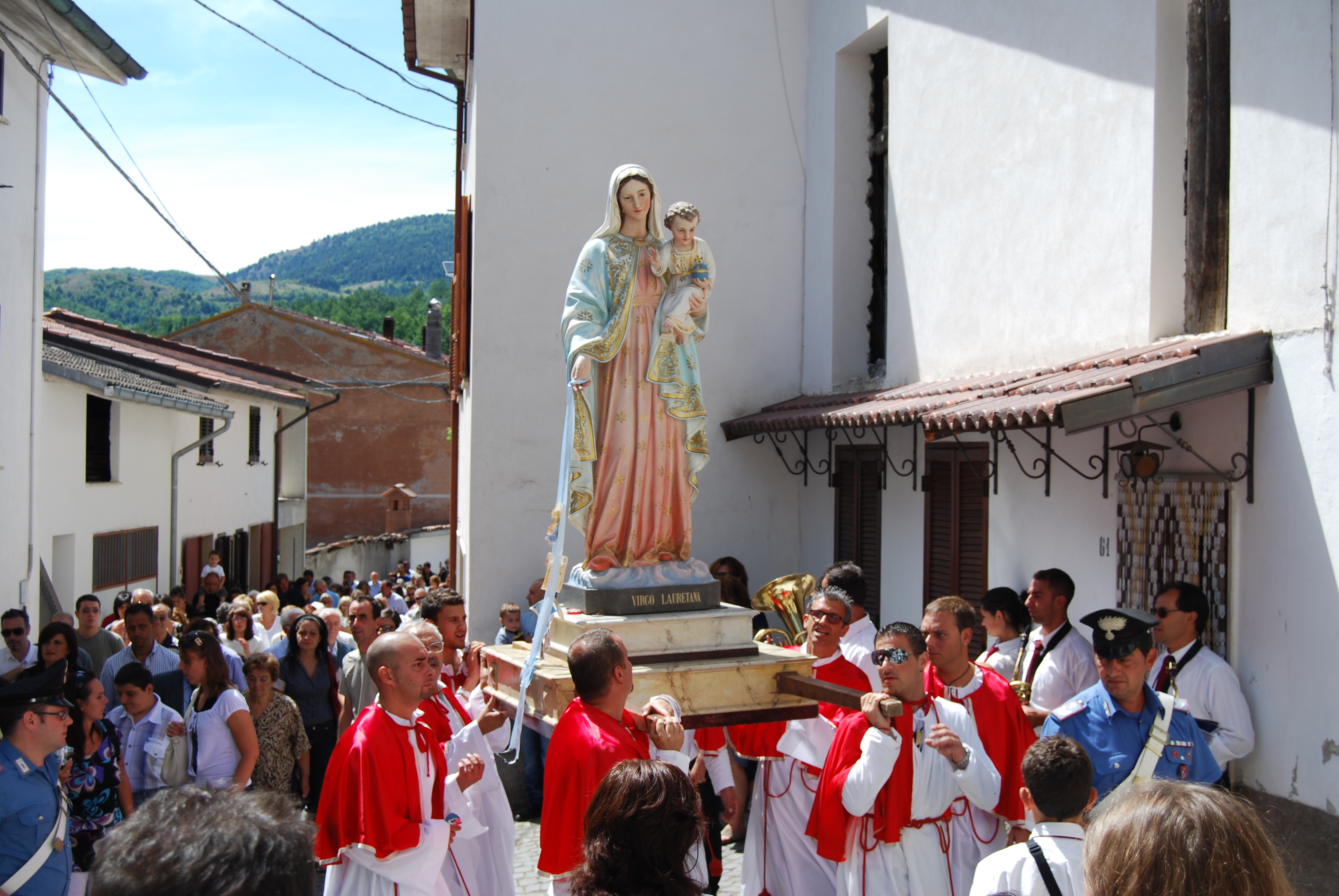
Prozession mit mitgetragener Heiligenfigur, die mancherorts Ferggele genannt wird

Als Ferggele, auch Ferggl, Ferggel oder Farggele, abgeleitet von lateinisch ferculum ‚Tragegestell‘, wird mundartlich ein meist hölzernes Tragegestell bezeichnet, auf dem Heu transportiert oder eine Heiligenfigur bei einer Prozession von Ferggele-Trägern mitgetragen wird. Das Tragen erfolgt dabei üblicherweise bei aufrechter Körperhaltung auf den Schultern.
Speziell im Tiroler und Südtiroler Sprachgebrauch werden diese Begriffe mitunter häufig verwendet. Ist die Heiligenfigur gemeint, so bezeichnen diese Begriffe meist die tragbare Heiligenfigur als solche und nicht nur deren Tragegestell.
Diese Begriffe gehen auf die Römer zurück, die sich 15 v. Chr. in den Alpen niedergelassen haben.

## Abgrenzung
Aufgrund der phonetischen Ähnlichkeit (siehe polyseme Homophone) von insbesondere „Ferggel“, „Ferggl“ und „Ferggele“ mit „Ferkel“ (bzw. dessen Verniedlichungsform „Ferkele“), kann es – je nach Aussprache – bei Unwissenden zu Irritationen oder Missverständnissen kommen.